# بالباو
بالباو (به لاتین: Balbau) یک منطقه مسکونی در جمهوری آذربایجان است که در شهرستان آستارا و در دهیاری آسخانه‌کران واقع شده‌است. این آبادی در ساحل رودخانه بشه‌رو و در دامنه رشته‌کوه پشته‌سر جای دارد.

## ریشه واژه
بالباو در زبان تالشی به‌معنای برادر کوچک است.